# Zagórze (gmina w Generalnym Gubernatorstwie Warszawskim)
Zagórze – dawna gmina wiejska, istniejąca przejściowo w 1915 roku na okupowanym Zagłębiu Dąbrowskim podczas I wojny światowej. Siedzibą władz gminy był obszar dworski Zagórze.
Podczas I wojny światowej gmina Zagórze, należąca od 1867 do powiatu będzińskiego pod zaborem rosyjskim, została przedzieloną granicą państw okupacyjnych. Jej wschodnia, zasadnicza część z Zagórzem znalazła się pod okupacją austriacką, gdzie weszła w skład nowo utworzonego powiatu dąbrowskiego, zachowując nazwę Zagórze. Natomiast zachodnia część gminy Zagórze znalazła się pod okupacją niemiecką, gdzie weszła w skład reformowanego powiatu będzińskiego. W części tej okupant niemiecki utworzył 27 lutego 1915 drugą, odrębną gminę Zagórze, składającą się z następujących miejscowości:
- Józefów,
- Konstantynów (z Pekinem),
- Modrzejów (z Hutą Puszkin),
- Środula,
- obszerna, niezurbanizowana część Zagórza na zachód od drogi Niwka–Dańdówka–Zagórze[4], stanowiąca głównie obszar dworski Zagórze-Majątek,
- obszerna, niezurbanizowana część Dańdówki na zachód od drogi Niwka–Dańdówka–Zagórze, obejmująca rurkownię i cegielnię Hrabia Renard oraz fabrykę lin drucianych A. Deichsel.

Dotychczasowy naczelnik gminy Zagórze przejął władze wójta nowej gminy Zagórze.
Nowa gmina Zagórze przetrwała pięć miesięcy, a jej rozpad trwał trzy dni:
- 31 lipca 1915 zachodnią część Dańdówki, obejmująca rurkownię i cegielnię Hrabia Renard oraz fabrykę lin drucianych A. Deichsel, włączono do Sosnowca[5];
- 1 sierpnia 1915 Konstantynów (z Pekinem) i Środulę włączono do Sosnowca, a sołtysów zwolniono z pracy[6];
- 2 sierpnia 1915 majątek Zagórze, włączono go do Sosnowca, natomiast z miejscowości Modrzejów i Huty Puszkin utworzono samodzielną gminę Modrzejów[3];
- wreszcie Józefów[7] włączono do strefy austriackiej, gdzie został zreintegrowany z tamtejszą gminą Zagórze[8], co ostatecznie oznaczało zupełny rozpad terytorialny gminy Zagórze w GGW i jej zniesienie.

Po zniesieniu gminy Modrzejów 1 listopada 1915, do Sosnowca, cały obszar niemieckiej gminy Zagórze znalazł się w granicach Sosnowca. Stan ten utrzymał się również po odzyskaniu przez Polskę niepodległości, ponieważ żaden z obszarów włączonych do Sosnowca nie został zreintegrowany z gminą Zagórze.